# Spielvereinigung Fürth 1979-1980
Questa voce raccoglie le informazioni riguardanti il Spielvereinigung Fürth nelle competizioni ufficiali della stagione 1979-1980.

## Stagione
Nella stagione 1979-1980 il Fürth, allenato da Hannes Baldauf, concluse il campionato di 2. Bundesliga al 7º posto. In Coppa di Germania il Fürth fu eliminato al secondo turno dal Bochum.

## Rosa
| N. |                     | Ruolo | Calciatore        |
| -- | ------------------- | ----- | ----------------- |
|    | Germania (bandiera) | P     | Roland Kastner    |
|    | Germania (bandiera) | P     | Peter Löwer       |
|    | Germania (bandiera) | D     | Bernhard Bergmann |
|    | Germania (bandiera) | D     | Hermann Grabmeier |
|    | Germania (bandiera) | D     | Norbert Hütter    |
|    | Germania (bandiera) | D     | Wolfgang Lausen   |
|    | Germania (bandiera) | D     | Ulrich Pechtold   |
|    | Germania (bandiera) | D     | Manfred Ritschel  |
|    | Germania (bandiera) | D     | Klaus Rütten      |
|    | Polonia (bandiera)  | D     | Franciszek Smuda  |

| N. |                     | Ruolo | Calciatore           |
| -- | ------------------- | ----- | -------------------- |
|    | Germania (bandiera) | C     | Martin Fischer       |
|    | Germania (bandiera) | C     | Erich Geyer          |
|    | Germania (bandiera) | C     | Klaus Heinlein       |
|    | Germania (bandiera) | C     | Florian Hinterberger |
|    | Germania (bandiera) | C     | Kurt Kalchschmid     |
|    | Germania (bandiera) | C     | Helmut Klump         |
|    | Germania (bandiera) | C     | Gerhard Pankotsch    |
|    | Turchia (bandiera)  | A     | Mahmut Bulut         |
|    | Germania (bandiera) | A     | Eduard Kirschner     |
|    | Germania (bandiera) | A     | Karl-Heinz Stempfle  |

## Organigramma societario
Area tecnica
- Allenatore: Hannes Baldauf
- Allenatore in seconda:
- Preparatore dei portieri:
- Preparatori atletici:

## Calciomercato

### Sessione estiva
| Acquisti | Acquisti            | Acquisti          | Acquisti |
| R.       | Nome                | da                | Modalità |
| -------- | ------------------- | ----------------- | -------- |
| D        | Ulrich Pechtold     | Westfalia Herne   |          |
| C        | Martin Fischer      | Kickers Stoccarda |          |
| C        | Kurt Kalchschmid    | Augusta           |          |
| A        | Karl-Heinz Stempfle | Augusta           |          |

| Cessioni | Cessioni        | Cessioni       | Cessioni |
| R.       | Nome            | a              | Modalità |
| -------- | --------------- | -------------- | -------- |
| C        | Siegfried Grimm | ASV Neumarkt   |          |
| C        | Gerhard Schäfer | MTV Ingolstadt |          |

### Sessione invernale
| Acquisti | Acquisti | Acquisti | Acquisti |
| R.       | Nome     | da       | Modalità |
| -------- | -------- | -------- | -------- |

| Cessioni | Cessioni | Cessioni | Cessioni |
| R.       | Nome     | a        | Modalità |
| -------- | -------- | -------- | -------- |

## Risultati

### 2. Bundesliga

#### Girone di andata
| Arbitro: | Kinzinger |

|                                      |           |                 |
| Kirschner 58’ Stempfle 68’ Bulut 87’ | Marcatori | 70’ Leiendecker |

| Arbitro: | Quindeau |

|                         |           |           |
| Diener 46’ Theobald 75’ | Marcatori | 87’ Bulut |

| Fürth 11 agosto 1979 3ª giornata | Fürth    | 0 – 0 referto | Friburgo | Sportpark Ronhof (4 000 spett.)\| Arbitro: \| Dellwing \| |
| Arbitro:                         | Dellwing |               |          |                                                           |

| Arbitro: | Joos |

|             |           |               |
| Fritsche 3’ | Marcatori | 65’ Kirschner |

| Arbitro: | Correll |

|           |           |             |
| Bulut 81’ | Marcatori | 70’ Mattern |

| Arbitro: | Dellwing |

|  |           |                  |
|  | Marcatori | 36’ Hinterberger |

| Arbitro: | Theobald |

|  |           |                                |
|  | Marcatori | 6’ Bold 31’ Günther 75’ Struth |

| Arbitro: | Brehm |

|           |           |                         |
| Stöhr 79’ | Marcatori | 35’ Kirschner 47’ Geyer |

| Fürth 23 settembre 1979 9ª giornata | Fürth   | 0 – 0 referto | Darmstadt | Sportpark Ronhof (5 000 spett.)\| Arbitro: \| Regneri \| |
| Arbitro:                            | Regneri |               |           |                                                          |

| Arbitro: | Treib |

|             |           |                                       |
| Hofmann 29’ | Marcatori | 26’ Lausen 47’ Kirschner 62’ Bergmann |

| Arbitro: | Hontheim |

|                      |           |                |
| Kirschner 53’ (rig.) | Marcatori | 60’, 73’ Böhni |

| Arbitro: | Michel |

|               |           |                                                         |
| Kirschner 26’ | Marcatori | 32’ Schlegel 36’ Heidenreich 44’ Täuber 51’ Hintermaier |

| Arbitro: | Kinzinger |

|                    |           |  |
| Künkel 4’ Heck 78’ | Marcatori |  |

| Arbitro: | Scheffner |

|                                                                            |           |                  |
| Bergmann 3’, 60’ Kirschner 15’, 69’ (rig.) Klump 54’ Hinterberger 66’, 83’ | Marcatori | 80’, 85’ Seubert |

| 10 novembre 1979 15ª giornata |  | – Turno di riposo |  |  |

| Arbitro: | Ferro |

|                                            |           |  |
| Kirschner 32’ (rig.), 66’ (rig.) Bulut 62’ | Marcatori |  |

| Arbitro: | Brehm |

|  |           |               |
|  | Marcatori | 65’ Kirschner |

| Fürth 2 dicembre 1979 18ª giornata | Fürth | 0 – 0 referto | Kickers Stoccarda | Sportpark Ronhof (5 000 spett.)\| Arbitro: \| Röder \| |
| Arbitro:                           | Röder |               |                   |                                                        |

| Ingolstadt 9 dicembre 1979 19ª giornata | ESV Ingolstadt | 0 – 0 referto | Fürth | ESV-Stadion (3 000 spett.)\| Arbitro: \| Dücker \| |
| Arbitro:                                | Dücker         |               |       |                                                    |

| Arbitro: | Huster |

|              |           |  |
| Heinlein 59’ | Marcatori |  |

| Arbitro: | Gaus |

|                              |           |                                  |
| Rütten 40’ (aut.) Martin 45’ | Marcatori | 27’, 62’ Heinlein 55’, 90’ Bulut |

#### Girone di ritorno
| Arbitro: | Kühne |

|                                                       |           |           |
| Novković 51’ Bergfelder 69’ Hermandung 70’ Lüders 76’ | Marcatori | 18’ Bulut |

| Arbitro: | Linn |

|                                                  |           |  |
| Heinlein 11’, 20’, 24’ Ritschel 22’ Stempfle 80’ | Marcatori |  |

| Arbitro: | Messmer |

|                              |           |  |
| Tochtermann 33’ Schulzke 65’ | Marcatori |  |

| Arbitro: | Tritschler |

|               |           |  |
| Kirschner 35’ | Marcatori |  |

| Arbitro: | Walz |

|                               |           |               |
| Oehrlein 72’, 90’ Mattern 75’ | Marcatori | 69’ Kirschner |

| Arbitro: | Aulenbacher |

|                                       |           |             |
| Bulut 8’ Kastner 56’ Smuda 58’ (rig.) | Marcatori | 88’ Schrade |

| Arbitro: | Föckler |

|                                  |           |  |
| Dittus 40’ Krauth 70’ Struth 77’ | Marcatori |  |

| Arbitro: | Nickel |

|                                  |           |           |
| Kirschner 60’ (rig.), 69’ (rig.) | Marcatori | 86’ Stöhr |

| Arbitro: | Scheffner |

|                           |           |  |
| Klump 8’ (aut.) Weber 11’ | Marcatori |  |

| Arbitro: | Aldinger |

|                                                |           |                        |
| Ritschel 34’ Rütten 45’ Bulut 62’ Stempfle 90’ | Marcatori | 27’ Klein 53’ Rübenach |

| Arbitro: | Wohlfarth |

|                      |           |  |
| Schlindwein 28’, 41’ | Marcatori |  |

| Fürth 8 aprile 1980 33ª giornata | Fürth | 0 – 0 referto | Kickers Offenbach | Sportpark Ronhof (3 200 spett.)\| Arbitro: \| Ulm \| |
| Arbitro:                         | Ulm   |               |                   |                                                      |

| Norimberga 12 aprile 1980 34ª giornata | Norimberga | 0 – 0 referto | Fürth | Städtisches Stadion (30 000 spett.)\| Arbitro: \| Treib \| |
| Arbitro:                               | Treib      |               |       |                                                            |

| Arbitro: | Ferro |

|                            |           |            |
| Geyer 16’ Hinterberger 79’ | Marcatori | 86’ Künkel |

| Arbitro: | Dücker |

|                     |           |                         |
| Zahn 55’ Ludwig 90’ | Marcatori | 28’ Bergmann 78’ Lausen |

| 9 maggio 1980 37ª giornata |  | – Turno di riposo |  |  |

| Arbitro: | Clajus |

|            |           |                     |
| Kappes 84’ | Marcatori | 83’ (rig.) Bergmann |

| Arbitro: | Vielsack |

|              |           |  |
| Stempfle 38’ | Marcatori |  |

| Arbitro: | Nickel |

|                         |           |  |
| Dollmann 37’ Kurbos 39’ | Marcatori |  |

| Arbitro: | Sahner |

|                               |           |  |
| Hartmann 42’ (aut.) Geyer 67’ | Marcatori |  |

| Arbitro: | Hellwig |

|                                    |           |           |
| Schmitz 4’ Größler 35’ Brendel 75’ | Marcatori | 87’ Bulut |

### Coppa di Germania
| Arbitro: | Brückner |

|                             |           |                        |
| Kirschner 7’, 18’ Bulut 72’ | Marcatori | 67’ (rig.) Schmorleitz |

| Arbitro: | Wippker |

|                       |           |           |
| Oswald 13’ Kaczor 43’ | Marcatori | 55’ Bulut |

## Statistiche

### Statistiche di squadra
| Competizione      | Punti | In casa | In casa | In casa | In casa | In casa | In casa | In trasferta | In trasferta | In trasferta | In trasferta | In trasferta | In trasferta | Totale | Totale | Totale | Totale | Totale | Totale | DR |
| Competizione      | Punti | G       | V       | N       | P       | Gf      | Gs      | G            | V            | N            | P            | Gf           | Gs           | G      | V      | N      | P      | Gf     | Gs     | DR |
| ----------------- | ----- | ------- | ------- | ------- | ------- | ------- | ------- | ------------ | ------------ | ------------ | ------------ | ------------ | ------------ | ------ | ------ | ------ | ------ | ------ | ------ | -- |
| 2. Bundesliga     | 44    | 20      | 12      | 5       | 3       | 37      | 18      | 20           | 5            | 5            | 10           | 19           | 33           | 40     | 17     | 10     | 13     | 56     | 51     | +5 |
| Coppa di Germania | -     | 1       | 1       | 0       | 0       | 3       | 1       | 1            | 0            | 0            | 1            | 1            | 2            | 2      | 1      | 0      | 1      | 4      | 3      | +1 |
| Totale            | 44    | 21      | 13      | 5       | 3       | 40      | 19      | 21           | 5            | 5            | 11           | 20           | 35           | 42     | 18     | 10     | 14     | 60     | 54     | +6 |

### Andamento in campionato
| Giornata  | 1 | 2 | 3  | 4  | 5 | 6 | 7  | 8 | 9 | 10 | 11 | 12 | 13 | 14 | 15 | 16 | 17 | 18 | 19 | 20 | 21 | 22 | 23 | 24 | 25 | 26 | 27 | 28 | 29 | 30 | 31 | 32 | 33 | 34 | 35 | 36 | 37 | 38 | 39 | 40 | 41 | 42 |
| --------- | - | - | -- | -- | - | - | -- | - | - | -- | -- | -- | -- | -- | -- | -- | -- | -- | -- | -- | -- | -- | -- | -- | -- | -- | -- | -- | -- | -- | -- | -- | -- | -- | -- | -- | -- | -- | -- | -- | -- | -- |
| Luogo     | C | T | C  | T  | C | T | C  | T | C | T  | C  | C  | T  | C  |    | C  | T  | C  | T  | C  | T  | T  | C  | T  | C  | T  | C  | T  | C  | T  | C  | T  | C  | T  | C  | T  |    | T  | C  | T  | C  | T  |
| Risultato | V | P | N  | N  | N | V | P  | V | N | V  | P  | P  | P  | V  |    | V  | V  | N  | N  | V  | V  | P  | V  | P  | V  | P  | V  | P  | V  | P  | V  | P  | N  | N  | V  | N  |    | N  | V  | P  | V  | P  |
| Posizione | 6 | 8 | 11 | 10 | 9 | 7 | 10 | 8 | 7 | 7  | 9  | 10 | 12 | 10 | 10 | 9  | 9  | 9  | 9  | 7  | 7  | 7  | 7  | 7  | 6  | 6  | 6  | 6  | 6  | 7  | 6  | 7  | 8  | 8  | 8  | 8  | 9  | 9  | 8  | 9  | 7  | 7  |

Legenda:

Luogo: C = Casa; T = Trasferta. Risultato: V = Vittoria; N = Pareggio; P = Sconfitta.

### Statistiche dei giocatori
| Giocatore       | 2. Bundesliga | 2. Bundesliga | 2. Bundesliga | 2. Bundesliga | Coppa di Germania | Coppa di Germania | Coppa di Germania | Coppa di Germania | Totale   | Totale | Totale      | Totale     |
| Giocatore       | Presenze      | Reti          | Ammonizioni   | Espulsioni    | Presenze          | Reti              | Ammonizioni       | Espulsioni        | Presenze | Reti   | Ammonizioni | Espulsioni |
| --------------- | ------------- | ------------- | ------------- | ------------- | ----------------- | ----------------- | ----------------- | ----------------- | -------- | ------ | ----------- | ---------- |
| B. Bergmann     | 39            | 5             | 4             | 0             | 2                 | 0                 | 0                 | 0                 | 41       | 5      | 4           | 0          |
| M. Bulut        | 38            | 10            | 1             | 0             | 2                 | 2                 | 0                 | 0                 | 40       | 12     | 1           | 0          |
| M. Fischer      | 7             | 0             | 2             | 0             | 0                 | 0                 | 0                 | 0                 | 7        | 0      | 2           | 0          |
| E. Geyer        | 24            | 3             | 3             | 2             | 1                 | 0                 | 0                 | 0                 | 25       | 3      | 3           | 2          |
| H. Grabmeier    | 40            | 0             | 2             | 0             | 2                 | 0                 | 0                 | 0                 | 42       | 0      | 2           | 0          |
| K. Heinlein     | 16            | 6             | 2             | 0             | 0                 | 0                 | 0                 | 0                 | 16       | 6      | 2           | 0          |
| F. Hinterberger | 30            | 4             | 6             | 0             | 2                 | 0                 | 0                 | 0                 | 32       | 4      | 6           | 0          |
| N. Hütter       | 8             | 0             | 1             | 0             | 0                 | 0                 | 0                 | 0                 | 8        | 0      | 1           | 0          |
| K. Kalchschmid  | 0             | 0             | 0             | 0             | 0                 | 0                 | 0                 | 0                 | 0        | 0      | 0           | 0          |
| R. Kastner      | 12            | 1             | 0             | 0             | 2                 | 0                 | 0                 | 0                 | 14       | 1      | 0           | 0          |
| E. Kirschner    | 27            | 15            | 4             | 0             | 2                 | 2                 | 0                 | 0                 | 29       | 17     | 4           | 0          |
| H. Klump        | 31            | 1             | 1             | 0             | 2                 | 0                 | 0                 | 0                 | 33       | 1      | 1           | 0          |
| W. Lausen       | 28            | 2             | 2             | 0             | 2                 | 0                 | 0                 | 0                 | 30       | 2      | 2           | 0          |
| P. Löwer        | 33            | 0             | 0             | 1             | 0                 | 0                 | 0                 | 0                 | 33       | 0      | 0           | 1          |
| G. Pankotsch    | 11            | 0             | 2             | 0             | 0                 | 0                 | 0                 | 0                 | 11       | 0      | 2           | 0          |
| U. Pechtold     | 17            | 0             | 1             | 0             | 1                 | 0                 | 0                 | 0                 | 18       | 0      | 1           | 0          |
| M. Ritschel     | 37            | 2             | 4             | 0             | 2                 | 0                 | 0                 | 0                 | 39       | 2      | 4           | 0          |
| K. Rütten       | 31            | 1             | 0             | 0             | 1                 | 0                 | 0                 | 0                 | 32       | 1      | 0           | 0          |
| F. Smuda        | 17            | 1             | 1             | 0             | 1                 | 0                 | 0                 | 0                 | 18       | 1      | 1           | 0          |
| K. Stempfle     | 39            | 4             | 4             | 0             | 2                 | 0                 | 0                 | 0                 | 41       | 4      | 4           | 0          |